# Kalevi Hämäläinen
Kalevi Nikolai Hämäläinen (ur. 13 grudnia 1932 w Juvie, zm. 10 stycznia 2005 tamże) – fiński biegacz narciarski, złoty medalista olimpijski oraz trzykrotny medalista mistrzostw świata.

## Kariera
Reprezentował klub Evon Metsäpojat. Jego olimpijskim debiutem były igrzyska w Cortinie d’Ampezzo w 1956 roku, gdzie zajął 20. miejsce w biegu na 30 km. Cztery lata później, podczas igrzysk olimpijskich w Squaw Valley osiągnął swój największy sukces olimpijski zdobywając złoty medal w biegu na 50 km techniką klasyczną. Na tych samych igrzyskach zajął także 12. miejsce w biegu na 30 km. Startował także na igrzyskach olimpijskich w Innsbrucku w 1964 r. zajmując 16. miejsce w biegu na 50 km stylem klasycznym.
W 1958 roku wystartował na mistrzostwach świata w Lahti, gdzie zdobył złoty medal w biegu na 30 km stylem klasycznym. Ponadto wspólnie z Arto Tiainenem, Arvo Viitanenem i Veikko Hakulinenem zdobył brązowy medal w sztafecie 4 × 10 km. Był to jego jedyny medal zdobyty w sztafecie. Na mistrzostwach świata w Zakopanem w 1962 roku zdobył brązowy medal w biegu na 50 km stylem klasycznym. Zajął także 8. miejsce w biegu na 30 km. Na kolejnych mistrzostwach świata już nie startował.
W 1956 wygrał prestiżowe zawody w Lahti, zarówno na dystansie 18 km, jak i 50 km. Był też trzykrotnie mistrzem Finlandii w biegu na 50 km w latach 1961, 1962 i 1963.

## Osiągnięcia

### Igrzyska olimpijskie
| Miejsce | Dzień       | Rok  | Miejscowość       | Konkurencja             | Czas biegu | Strata  | Zwycięzca        |
| ------- | ----------- | ---- | ----------------- | ----------------------- | ---------- | ------- | ---------------- |
| 20.     | 27 stycznia | 1956 | Cortina d’Ampezzo | 30 km stylem klasycznym | 1:44:06    | +7:32   | Veikko Hakulinen |
| 12.     | 19 lutego   | 1960 | Squaw Valley      | 30 km stylem klasycznym | 1:51:03,9  | +5:50,5 | Sixten Jernberg  |
| 1.      | 27 lutego   | 1960 | Squaw Valley      | 50 km stylem klasycznym | 2:59:06,3  | -       | -                |
| 16.     | 5 lutego    | 1964 | Innsbruck         | 50 km stylem klasycznym | 2:43:52,6  | +8:29,7 | Sixten Jernberg  |

### Mistrzostwa świata
| Miejsce | Dzień     | Rok  | Miejscowość | Konkurencja             | Czas biegu | Strata  | Zwycięzca        |
| ------- | --------- | ---- | ----------- | ----------------------- | ---------- | ------- | ---------------- |
| 1.      | 2 marca   | 1958 | Lahti       | 30 km stylem klasycznym | 1:40:03,0  | -       | -                |
| 10.     | 4 marca   | 1958 | Lahti       | 15 km stylem klasycznym | 48:58,3    | +2:16,8 | Veikko Hakulinen |
| 3.      | 6 marca   | 1958 | Lahti       | Sztafeta 4 × 10 km      | 2:18:15,0  | +1:08,2 | Szwecja          |
| 7.      | 8 marca   | 1958 | Lahti       | 50 km stylem klasycznym | 2:56:21,9  | +6:27,5 | Sixten Jernberg  |
| 8.      | 18 lutego | 1962 | Zakopane    | 30 km stylem klasycznym | 1:52:39,4  | +1:36,3 | Eero Mäntyranta  |
| 3.      | 24 lutego | 1962 | Zakopane    | 50 km stylem klasycznym | 3:03:48,5  | +1:54,3 | Sixten Jernberg  |